# Ilmor
Ilmor ist ein 1984 im englischen Brixworth gegründeter Motorenlieferant verschiedener Motorsportserien und von Bootsmotoren. Die Firma des Unternehmens setzt sich aus den Namensteilen der beiden Unternehmensgründer, dem Schweizer Mario Illien und dem Briten Paul Morgan zusammen. Beide waren ehemalige Cosworth-Mitarbeiter.

## Geschichte
Nach Gründung des Unternehmens durch Mario Illien, Paul Morgan und Roger Penske 1984 wurden schnell erste Erfolge in der PPG Indy Car World Series verzeichnet. Der erste Indy-500-Sieg folgte 1988, worauf Ilmor begann, den Einstieg in die Formel 1 vorzubereiten. Nach ersten Versuchen ab 1990 begann 1993 die Zusammenarbeit mit Mercedes-Benz. Der doppelte Weltmeistertitel 1998/99 für Mercedes wurde durch Mika Häkkinen mit dem V10-Motor von Ilmor erfahren.
1998 erweiterte Ilmor sein Geschäftsfeld zunächst um ein Projekt zur Produktion von Teilen für Roger Penskes NASCAR-Team, gefolgt von zwei weiteren erfolgreichen Projekten für Triumph Motorcycles, Harley-Davidson sowie eine Reihe weiterer Kunden. Ab 2001 wurde der GM-IRL-Motor für das neue 2003er-Reglement entwickelt, woraus sich auch eine Partnerschaft mit Honda entwickelte. Aus der Entwicklung und Produktion dieser Motoren entwickelte sich die Special Projects Group, welche eine eigenständige Geschäftsabteilung bildete.
Ende 2002 beschloss DaimlerChrysler, Ilmor phasenweise zu übernehmen, nachdem Daimler-Benz 1994 bereits 25 Prozent übernommen hatte. Nach Abschluss dieser Übernahme, und Neufirmierung der Formel-1-Abteilung als Mercedes-Benz HighPerformanceEngines im Juni 2005, verkaufte DaimlerChrysler die Special Projects Group und die Ilmor-Namensrechte an Roger Penske und Mario Illien. Penske und Illien gründeten daraus eine neue Ilmor Engineering Limited. Neben MotoGP-Motoren entwickelt Ilmor seitdem weiterhin Indy-Motoren für Honda (2003–2006) und Nascar-Motoren für Penske-Racing.

### IndyCar

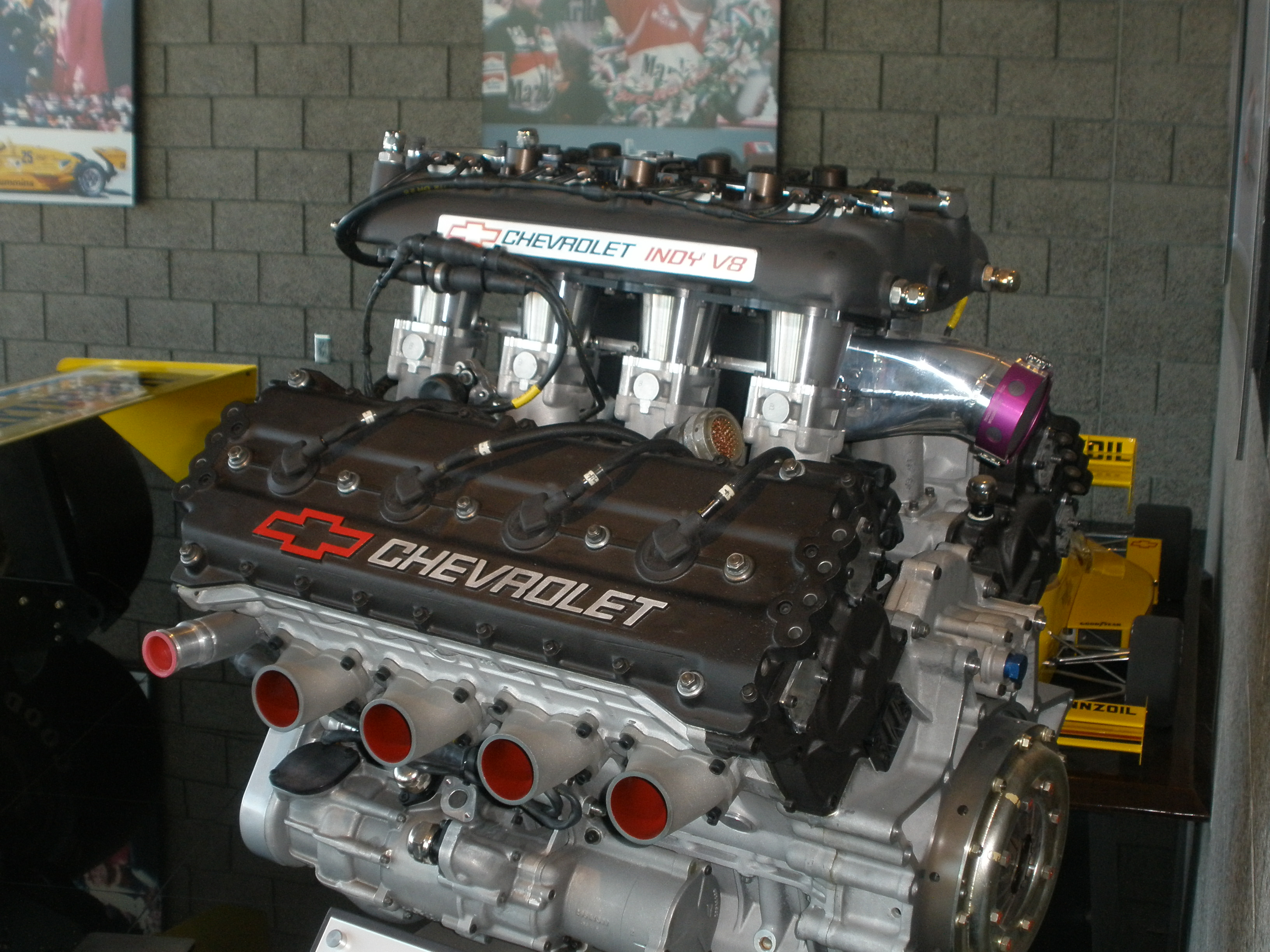
Als „Chevrolet“ vermarkteter Motor Ilmor 265-A für die Indy-Car-Serie

Mit finanzieller Rückendeckung von Roger Penske, einem US-amerikanischen Geschäftsmann und Rennstall-Besitzer, entstand 1984 Ilmors erster Motor, der 265A, besser bekannt als Chevrolet-Indy-V8 (Namengebung gemäß der laut Reglement zulässigen 265 cubic inches (4,3 Liter) Hubraum). Dieser Motor und seine Weiterentwicklungen B, C und D gewannen nach anfänglichen Problemen 98 Rennen der US-amerikanischen Indy Car World Series zwischen 1988 und 1994, einschließlich sechs Indianapolis-500-Rennen, sowie weitere sechs Rennen des unter der Bezeichnung Ilmor-Indy eingesetzten IC108.
Herausragend dabei war 1994 der von Mercedes 500I und von Ilmor 265E genannte Motor, der unter dem Markennamen von Mercedes-Benz bei den 500 Meilen von Indianapolis zum Einsatz kam. Eigens für dieses Rennen entstand  ein Motor, der aufgrund seiner konzeptionellen Nachteile mehr Hubraum und Ladedruck haben durfte, als die Motoren der Wettbewerber in moderner Bauart. Die Nachteile bestanden darin, dass er nur zwei Ventile pro Zylinder haben durfte, die von einer untenliegenden Nockenwelle über Stößel oder Schlepphebel, Stoßstangen und Kipphebel betätigt werden mussten und nicht vier Ventile und obenliegende Nockenwellen wie die anderen. Aus diesem Grund waren Stoßstangen-Motoren 343 cubic inches (5,6 Liter) Hubraum statt 265 cubic inches (4,3 Liter) und ein Ladedruck von 1,86 bar statt 1,52 bar gestattet. Mit diesem Reglement wollte man von amerikanischen Großserienmotoren abgeleitete Motoren begünstigen, deren Maximaldrehzahl und damit mögliche Literleistung geringer war.
Ursprünglich mussten die Motoren unter Verwendung einiger Serienteile („stock block“) aufgebaut werden; als diese Einschränkung 1991 entfiel, war der Weg frei für die Neuentwicklung von Motoren, die auf hohe Maximaldrehzahl ausgelegt waren. Der zur Tarnung 265E genannte neue Motor leistete 763 kW (1024 bhp) (etwa 20 % mehr als die Motoren der anderen Teilnehmer) bei 9800/min und gab ein maximales Drehmoment von 790 Nm bei 8000/min ab.
Die drei Penske-Mercedes Fahrer Al Unser Jr., Emerson Fittipaldi und Paul Tracy qualifizierten sich mit Durchschnittsgeschwindigkeiten von 228,011 mph, 227,303 mph und 222,71 mph und berichteten, dass sie erstmals die Kurven auf dem Ovalkurs anbremsen mussten. Nach dem Rennen wanderte der Motor direkt ins Museum, da die Motorsportbehörde nicht zögerte, die ausgenützte Lücke im Reglement sofort zu schließen. Von der Saison 1995 bis zur Saison 2000 wurden die Ilmor-Motoren unter dem Namen Mercedes-Benz in den nun Champ Cars genannten Fahrzeugen eingesetzt. Die erfolgreichste Saison war 1997 mit neun Siegen für Mercedes-Motoren und dem Gewinn der Motorenherstellerwertung.
Von 2003 bis 2011 bestand eine Partnerschaft mit Honda in der IndyCar Series. In dieser Zeit gewannen nur noch Fahrzeuge mit dem Ilmor-V8-Motor die 500 Meilen von Indianapolis. Sie waren allerdings ab 2006 auch die einzigen Motoren. Es handelte sich um Saugmotoren. Zur Saison 2012 gab es ein neues Regelwerk, das Turbolader vorschreibt. Seitdem werden die Ilmor-Motoren wieder unter dem Markennamen Chevrolet eingesetzt.

### Formel 1

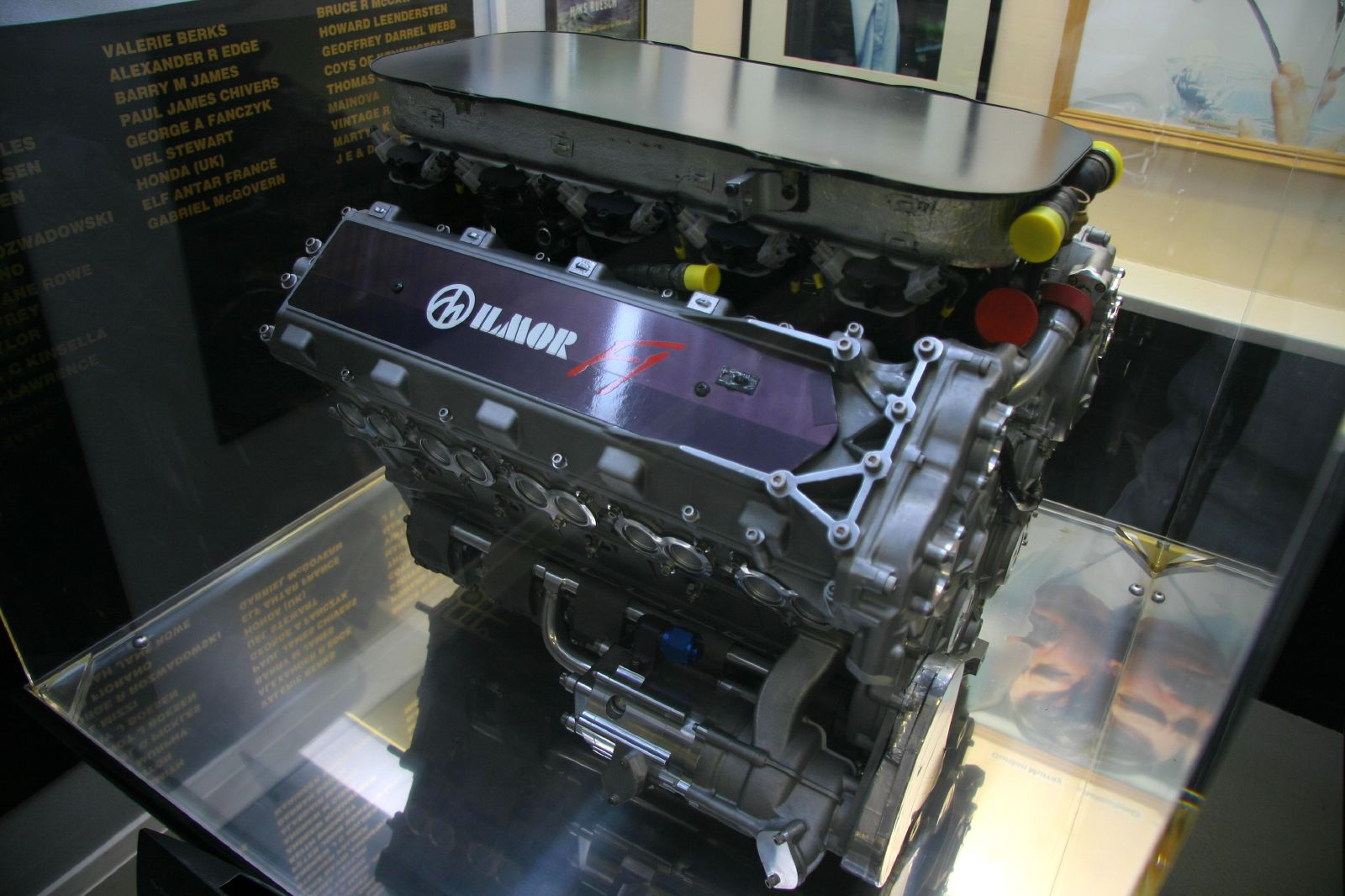
Formel-1-Motor Ilmor 2175A

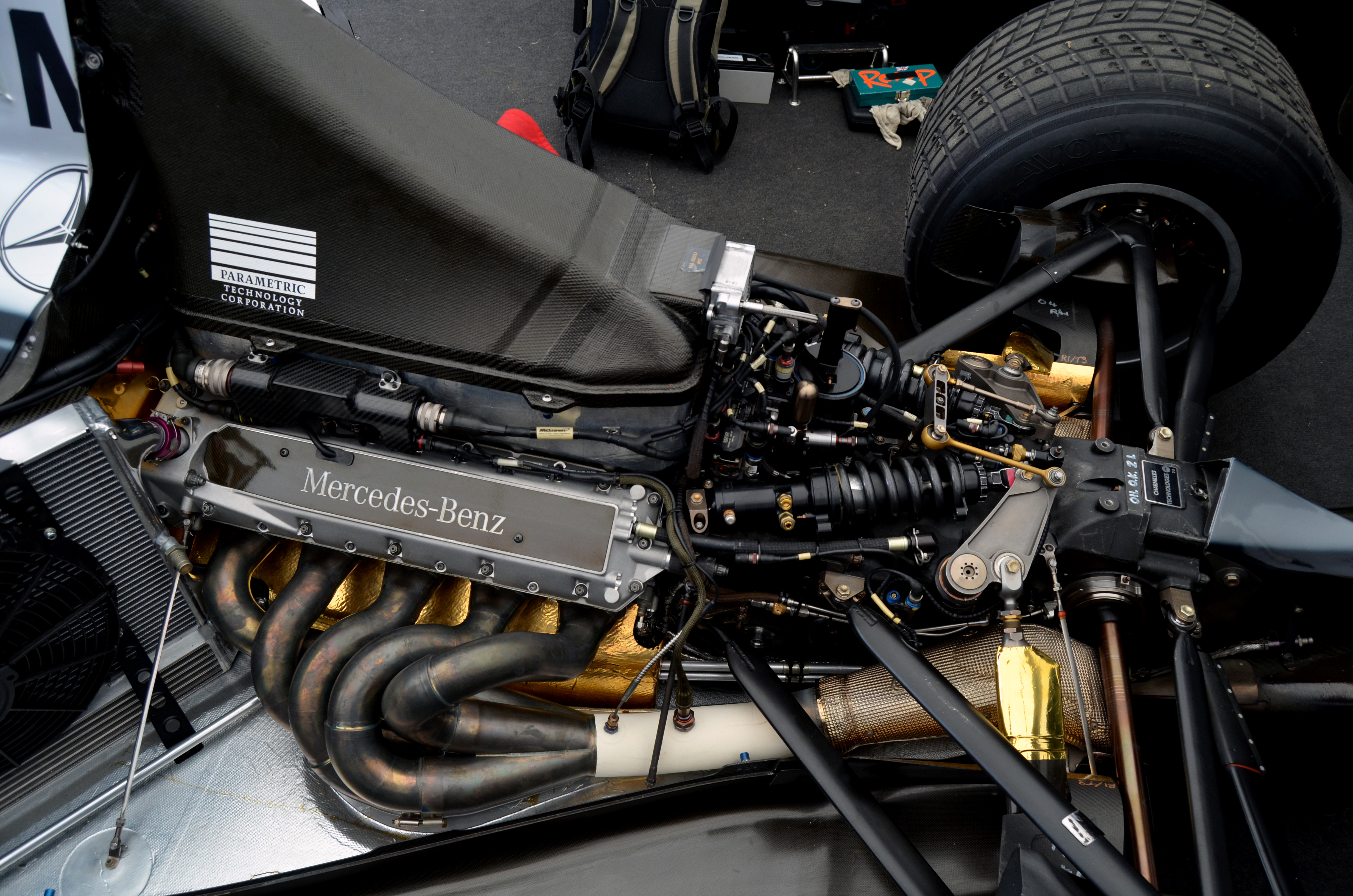
Der als Mercedes-Benz FO110G bezeichnete Weltmeister-Motor im Heck eines McLaren MP4/13

Schon Ende der 1980er Jahre gab es aufgrund der Indy-Erfolge Überlegungen für Aktivitäten in der Formel 1, unter anderem Verhandlungen mit GM, welche sich aber nicht für eine Marke entscheiden konnten, deren Namen die Motoren tragen sollten.
So stattete man ab 1990 den Formel-1-Rennstall von Leyton House (später March) zunächst mit Motoren vom Typ 2175A unter eigenem Namen aus und ausschließlich 1992 auch das Team Tyrrell.
Die Ilmor-Motoren gehörten zu dieser Zeit noch nicht zu den Stärksten. Beispielsweise 1993 hatte der Renault-Motor von Williams geschätzte 559 kW (760 PS) während der Ilmor-Motor nach eigenen Angaben 512 kW (696 PS) entwickelte. Immerhin war man damit besser gerüstet als jene Teams, die Motoren von Ford-Cosworth oder der Unternehmen Judd und Hart einsetzten.
Die Ilmor-Formel-1-Motoren waren immer vergleichsweise klein und leicht.
1993 begann die Kooperation mit Mercedes-Benz in der Formel 1 unter der Bezeichnung Concept by Mercedes-Benz, die auf den Sauber-Rennwagen prangte. Während dieser Saison kam mit finanzieller Unterstützung von Sauber die Weiterentwicklung 2175B zum Einsatz. Erst 1994 bekannte sich dann Mercedes-Benz nach der Zurückhaltung des Vorjahres voll zu seinem Formel-1-Engagement: Die Sauber-Rennwagen trugen den Mercedes-Benz-Schriftzug des Motorenlieferanten, die Motoren jedoch lieferte Ilmor. Außerdem erlebte der 2175A-Motor einen zweiten Frühling im Pacific PR01 von Pacific Racing.
Seit 1995 ist Mercedes-Benz zu 40 % an Ilmor beteiligt und war bis 2014 offizieller Motorenlieferant von McLaren.
Seitdem in der Saison 2001 das Material Beryllium zur Herstellung von Formel-1-Motoren verboten wurde, gab es bei Mercedes (also Ilmor) teilweise große Schwierigkeiten, an die Leistung und Zuverlässigkeit anderer Motorenhersteller anzuknüpfen. Dies wurde oft auf den vermehrten Einsatz dieses giftigen Leichtmetalls bei Ilmor zurückgeführt, den Mario Illien einst in einem Interview eingestand.
Erst in der Saison 2005 entwickelte man, abgesehen von der immer noch schwachen Zuverlässigkeit, wieder einen Motor, der nach Leistung einer der besten Motoren des Feldes war. Der Ingenieur Enrico Benzing hatte mittels eines Diagnoseprogramms ermittelt, dass der Mercedes-Motor beim letzten Saisonlauf 2005 maximal 674 kW (917 PS) leistete.
Nach dem Tod des Mitbegründers Paul Morgan am 12. Mai 2001 verkaufte dessen Witwe im Jahr 2002 zehn Prozent ihrer Anteile an Mercedes-Benz, bevor der Fahrzeughersteller 2005 auch die verbliebenen Anteile von Liz Morgan, Mario Illien und Roger Penske erwarb. Gleichzeitig veräußerte Mercedes-Benz wiederum die Anteile des Unternehmens, die nicht mit der Herstellung von Formel-1-Motoren beschäftigt sind – sowie die Ilmor-Namensrechte – an Mario Illien und Roger Penske. Illien und Penske gründeten daraufhin das neue Unternehmen Ilmor Engineering Ltd., Mercedes-Ilmor wurde in Mercedes-Benz HighPerformanceEngines umbenannt.
2015 arbeitete Ilmor mit Renault zusammen, um den Renault Energy F1 2015 zu verbessern. Ob die Vorschläge Ilmors für die Weiterentwicklung des Motors 2016 verwendet werden, ist nach Zerwürfnissen zwischen Renault und Kundenteam Red Bull Racing vorerst unklar.
Ende November 2015 bewarb sich Ilmor für den Alternativmotor, der nach den Plänen von Bernie Ecclestone und der FIA ab 2017 als kostengünstige Alternative zu den Hybridantrieben angeboten hätte werden sollen. Das Alternativmotor-Projekt wurde jedoch von der Formel-1-Kommission abgelehnt und deshalb nie verwirklicht.

### MotoGP
Ab 2006 tüftelte Mario Illien an Motoren für den Motorradsport und trat unter dem Team-Namen Ilmor SRT X³ ab 2007 mit einer mit Eskil Suter entwickelten Maschine sowie Andrew Pitt und Jeremy McWilliams als Fahrer in der MotoGP-Klasse der Motorrad-Weltmeisterschaft an. Der 800-cm³-Vierzylinder-V-Motor hatte seine Premiere in dem X³ genannten Motorrad am 14. Oktober 2006 mit Garry McCoy beim Großen Preis von Portugal, dem vorletzten Rennen der Motorrad-Weltmeisterschaft 2006 in Estoril. Dieses Projekt wurde nach dem ersten Rennen der Saison 2007 eingestellt.

## Statistik

### MotoGP-Team-WM-Ergebnisse
- 2006 – Zwölfter

### MotoGP-Konstrukteurs-WM-Ergebnisse
- 2006 – Siebter